# Contrapunto

Figura 1. Un compás de la Fuga n.º 17 en la bemol, BWV 862 del Clave bien temperado de Bach,
Es un ejemplo de polifonía contrapuntística a 4 voces. Las dos voces (melodías) que hay en cada pentagrama pueden distinguirse gracias a la dirección de las plicas de las figuras.
,
,
,
, por separado.

El contrapunto (del latín punctus contra punctum, «nota contra nota») es una técnica de improvisación y composición musical que evalúa la relación existente entre dos o más voces independientes (polifonía) con la finalidad de obtener cierto equilibrio armónico. Casi la totalidad de la música compuesta en Occidente es resultado de algún proceso contrapuntístico.
Esta práctica, que surgió en el siglo XIV, alcanzó un alto grado de desarrollo en el Renacimiento y el periodo de la práctica común, especialmente en la música del Barroco, y se ha mantenido hasta nuestros días.

## Principios generales
En su aspecto más general, el contrapunto implica la creación de líneas musicales que se mueven independientemente unas de otras pero guardan una relación armoniosa entre ellas. En cada época, la escritura de música organizada contrapuntísticamente ha estado sujeta a reglas, en ocasiones estrictas. Por definición, los acordes se producen cuando diversas notas suenan al mismo tiempo. Sin embargo, los rasgos armónicos verticales se consideran secundarios e incidentales cuando el contrapunto es el elemento textural predominante. El contrapunto se centra en la interacción melódica y solo en segundo lugar en las armonías producidas por esa interacción. En palabras de John Rahn:

Es difícil escribir una canción hermosa. Es más difícil escribir varias canciones hermosas de forma individual que, cuando se cantan al mismo tiempo, suenan en su conjunto polifónico aún más bello. Las estructuras internas que crea cada una de las voces por separado deben contribuir a la estructura emergente de la polifonía, que a su vez debe reforzar y desarrollar las estructuras de las voces individuales. La forma en que se lleva a cabo en detalle es... 'el contrapunto'.

### Voces, acentos, movimientos y reglas de marcha
La más habitual en la historia de la música es la composición a cuatro voces: bajo, tenor, contralto y soprano; tanto para la composición coral como para la música de cámara, especialmente en cuarteto de cuerda, se utiliza el arte del contrapunto para la composición con distinto número de voces, siguiendo unas reglas que simulan mantener la independencia de las voces al tiempo que se consigue que la composición musical resulte armónica.
La técnica básica del contrapunto fija reglas para la consonancia de los intervalos de los tiempos acentuados, dejando más libertad para la evolución de las líneas entre los acentos. También existen reglas para el tratamiento de las disonancias.
Por ejemplo, con solo dos voces, hay tres posibilidades para el movimiento de las voces: movimiento directo, en el que las voces suben y bajan juntas (paralelas), lo que reduce la independencia de las voces; movimiento oblicuo, en el que una de las voces no se mueve mientras la otra sube y baja; y, por último, el movimiento contrario, en el que una voz sube mientras la otra baja y es la que más aumenta la independencia de las líneas melódicas. El compositor debe cuidar que en los tiempos acentuados se consiga la deseable consonancia.
Evidentemente, a medida que aumenta el número de voces, se incrementa la tipología de movimientos posible. Los métodos de contrapunto, normalmente empiezan por la composición a dos voces y terminan con composiciones más complejas, con mayor número de voces.
Las reglas de marcha del contrapunto, pretenden proporcionar armonía a la composición polifónica resultante de los movimientos de las voces sin perder su independencia. Las reglas proporcionan marchas favorables y evitan las marchas desfavorables, que son consideradas errores de composición. Ejemplos de marchas prohibidas —por malsonantes o porque reducen excesivamente la independencia de las voces desequilibrando la composición musical— son: marchas paralelas abiertas de primeras, quintas u octavas o marchas ocultas, en las que se alternan consonancias imperfectas y perfectas

### Contrapunto y armonía
La escritura musical contrapuntística y la escritura musical armónica tienen un énfasis distinto. El contrapunto se centra en el desarrollo horizontal o lineal de la música, mientras que la armonía se ocupa primordialmente de los intervalos o las relaciones verticales entre las notas musicales. Contrapunto y armonía son funcionalmente inseparables ya que ambos se complementan mutuamente, como elementos de un mismo sistema musical. Es imposible escribir líneas simultáneas sin que se produzca armonía y es imposible escribir armonía sin actividad lineal. Es decir, las voces melódicas tienen dimensión horizontal, pero al sonar simultáneamente tienen también dimensión armónica vertical.
El compositor que hace caso omiso de uno de los aspectos en favor del otro, debe enfrentarse al hecho de que el oyente no puede simplemente desactivar la audición armónica o lineal a su voluntad. Así pues, el compositor corre el riesgo de crear distracciones molestas de forma no intencionada.
El contrapunto de Johann Sebastian Bach, a menudo considerado como la más profunda síntesis de las dos dimensiones jamás lograda, es extremadamente rico armónicamente y siempre clara direccionalidad tonal, mientras que las líneas individuales siguen siendo fascinantes.
Ambas dimensiones se organizan convenientemente según la consonancia.
- Los intervalos consonantes resultan agradables al oído. La consonancia perfecta la proporcionan los intervalos de más elevado grado de fusión. Estos son el unísono, la cuarta (y su inversión), la quinta y la octava. No obstante, la cuarta se fue considerando consonancia perfecta con el paso del tiempo. La consonancia imperfecta, que proporciona una agradable amplitud sonora, la proporcionan los intervalos de tercera y de sexta tanto mayores como menores (y en algunos contextos también los de cuarta justa).
- Las disonancias resultan tensionantes, inestables dado que generan fricción al oído por los armónicos del acorde que se construye. Dichos intervalos son la segunda y la séptima así como las variaciones armónicas de aumentación y disminución. Por ejemplo, la quinta disminuida o tritono.

### Contrapunto y polifonía
La diferencia entre polifonía y contrapunto radica en que la polifonía es el objeto tratado mediante las técnicas del contrapunto; esto es, un elemento mismo y no el conjunto de las técnicas que permiten manipularlo.
El contrapunto permite hacer la música más vivaz y variada, modificando la textura de las voces debido a variabilidades en su tratamiento, como la concordancia o la discordancia entre ellas. La textura se modifica alterando el ritmo de las notas musicales, así como la direccionalidad en el movimiento de las frases, las disonancias o los acentos.
La música concordante se reduce a la exposición de varios acordes sucesivos, y en sí misma, ya posee cierto factor aunque mínimo de contrapunto ya que pese a la concordancia de cada una de las voces, se ve sujeta a movimientos planificados y conscientes de las mismas.
El arte contrapuntístico se gestó como forma de dar mayor libertad compositiva mediante la utilización de notas extrañas y disonancias, que otorgan la posibilidad de que la tensión y su resolución sean características musicales presentes en todo el transcurso de una obra musical, que permitiesen cierto margen de maniobra artística sin que ello pudiera perturbar el normal desarrollo de la música.
La monofonía, por el contrario, no puede poseer rasgos contrapuntísticos ya que para ello es necesario un mínimo de dos voces que puedan interactuar de alguna manera entre ellas.

## Desarrollo histórico
El contrapunto forma parte esencial de la música occidental desde la Edad Media. Se desarrolló fuertemente durante el Renacimiento, dominando la actividad compositiva durante buena parte del barroco, clasicismo y romanticismo, si bien su importancia relativa es decreciente a lo largo de este periodo en la práctica, a medida que se desarrollaron nuevas técnicas de composición. En un sentido amplio, posteriormente la armonía se convirtió en el principio predominante de organización en la composición musical.
Contrapunto renacentista
En el Renacimiento (siglo XVI) puede destacarse la obra de Palestrina y de Orlando di Lasso. Palestrina es considerado un compositor cumbre del Renacimiento y posiblemente el primer gran maestro del contrapunto.
Contrapunto barroco
Se considera que la técnica contrapuntística alcanza su cénit a finales del barroco, siendo su máximo exponente Johann Sebastian Bach (1685 - 1750). Sus composiciones más destacadas en este ámbito son el El arte de la fuga (BWV 1080), El clave bien temperado y la Ofrenda musical (BWV 1079); entre otros. También en algunas de sus composiciones orquestales y corales puede destacarse influencia contrapuntística, como la Pasión según San Mateo (BWV 244).
Contrapunto ilustrado
Mozart (siglo XVIII) también utilizó el contrapunto en gran parte de su obra, y especialmente bajo una influencia bachiana muy marcada durante la segunda mitad de su vida. Ejemplos de índole claramente contrapuntístico son sus cuartetos de cuerda, destacando los cuartetos haydianos que compuso entre 1782 y 1785.
Otros compositores clásicos también utilizaron el contrapunto como Haydn o Beethoven con sus cuartetos de cuerda y su evolucionada Grosse Fuge, op. 133.
Contrapunto romántico
También se dice que cuando el compositor alemán Johannes Brahms se aburría, se ejercitaba en el contrapunto. Brahms utilizó mucho la fuga, como por ejemplo en su Deutsches Requiem.[cita requerida]
Contrapunto contemporáneo
En general, a lo largo de la Historia de la música, se suele entender el término Contrapunto como superposición de procesos melódicos simultáneos. Sin embargo, esta idea lleva aparejada otra de igual importancia: el control de las relaciones entre los puntos de superposición de ambos procesos melódicos. En la música del Renacimiento, por ejemplo, se esperaba que una relación disonante entre dos voces resolviera su tensión hacia un intervalo consonante.
A partir del Impresionismo musical, y en concreto de la música de Debussy influenciada por el conocimiento de las músicas del sureste asiático a partir de la Exposición universal de 1880, surge un nuevo tipo de Contrapunto —si es que puede ser llamado así— en el cual la relación entre los distintos procesos melódicos es libre —no estando basada en los conceptos de consonancia y disonancia del contrapunto anterior—. Esta es la base del denominado «Contrapunto disonante» característico de mucha música del siglo XX.
En la historia contemporánea (siglos XIX-XX) pueden citarse algunos ejemplos como la Fantasía contrapuntística BV 256 de Busoni o el Opus clavicembalisticum de Sorabji. El uso del contrapunto llega hasta nuestros días, con especial énfasis en el jazz.

## Especies de contrapunto
En general, las especies de contrapunto ofrecen menos libertad para el compositor que otros tipos de contrapunto, por lo que es conocido como contrapunto riguroso o estricto. Las especies de contrapunto se han desarrollado como una herramienta pedagógica, en la que un estudiante avanza a través de varias «especies» de complejidad creciente, con una parte muy simple que no cambia conocido como el cantus firmus (en latín significa «melodía fija»). El estudiante va adquiriendo gradualmente la capacidad de escribir contrapunto libre, que es el contrapunto menos rigurosamente limitado, por lo general sin cantus firmus, conforme a las reglas del momento.
La idea data de 1532, cuando Giovanni María Lanfranco describe un concepto similar en su obra Scintille di musica (Brescia, 1533). El teórico de la música veneciano del siglo XVI, Zarlino desarrolló esta idea en su influyente Le institutioni harmoniche. Y fue presentada por primera vez en forma codificada en 1619 por Ludovico Zacconi en su Prattica di Musica. Zacconi, a diferencia de los teóricos posteriores, incluyó algunas técnicas contrapuntísticas adicionales como especies, por ejemplo el contrapunto invertible.
El pedagogo más famoso que utilizó el término y que lo hizo famoso fue Johann Joseph Fux. En 1725 publicó Gradus ad Parnassum (Pasos al Parnaso), una obra para ayudar en la enseñanza de la composición mediante contrapunto a los estudiantes. En concreto, se centraba en el estilo contrapuntístico practicado por Palestrina a finales del siglo XVI como la principal técnica.
Como base de su simplificada y a menudo excesivamente restrictiva codificación de la práctica de Palestrina (ver «Notas generales» abajo), Fux describió cinco especies:
1. Nota contra nota;
2. Dos notas contra una;
3. Cuatro (extendido por otros para incluir tres o seis, etc.) notas contra una;
4. Notas descolocadas contrapuestas entre sí (como suspensiones);
5. Todas las primeras cuatro especies juntas, como contrapunto florido.

Una sucesión de teóricos posteriores imitaron el trabajo original de Fux muy de cerca, pero a menudo con algunas pequeñas e idiosincrásicas modificaciones en las reglas. Un buen ejemplo es Luigi Cherubini.
Interesantes resultan las aportaciones de Carl Schachter, desde un enfoque Schenkeriano. Para este autor, las especies del contrapunto, que denomina «contrapunto simple», son la base de la composición, donde encontramos el «contrapunto elaborado». En la composición posterior al Renacimiento —según este autor—, las reglas y, sobre todo, los procedimientos del contrapunto simple o estricto no fueron abandonados en favor de las reglas de la armonía, sino que, estando tan instauradas en la mente de los compositores, los procedimientos simples del contrapunto simple fueron elaborados cada vez más hasta que, aparentemente, no existe relación entre unos y otros. Sin embargo, en su perspicaz y exhaustivo texto El contrapunto en la composición: el estudio de la conducción de las voces, muestra de manera sistemática la relación entre ambas.

### Primera especie
En la primera especie de contrapunto, cada nota en cada voz adicional (voces a las que nos referiremos también como líneas o partes) suena en contra de una nota del cantus firmus. Las notas de todas las voces suenan simultáneamente y se mueven una contra la otra al mismo tiempo. Se dice que la especie se expande si alguna de las notas agregadas están fragmentadas (simplemente repetidas).
Algunas normas adicionales dadas por Fux, tras el estudio del estilo de Palestrina, y que generalmente se dan en las obras de los pedagogos del contrapunto posteriores, son las siguientes. Algunas son vagas y, dado que el buen juicio y el gusto han sido considerados por contrapuntistas más importantes que la estricta observancia de las reglas mecánicas, hay muchas más precauciones que prohibiciones.
1. Comenzar y terminar en unísono, octava o quinta, a menos que la voz añadida sea inferior, en cuyo caso se comienza y termina solamente en unísono u octava.
2. No utilizar unísono excepto al principio o al final.
3. Evitar las quintas u octavas paralelas entre dos voces cualesquiera y evitar las quintas u octavas paralelas «ocultas». Es decir, se mueve por movimiento directo hacia una quinta u octava perfectas, a menos que una parte (a veces limitada a las voces superiores) se mueva por grados conjuntos.
4. No moverse en cuartas paralelas. (En la práctica, Palestrina y otros con frecuencia se permiten progresiones de este tipo, especialmente si no involucran a la más baja de las voces).
5. No moverse en terceras o sextas paralelas más de 3 veces seguidas.
6. Tratar de mantener dos voces adyacentes dentro de una distancia de décima entre ellas, a menos que pueda crearse una línea melódica excepcionalmente agradable moviéndose fuera de ese rango.
7. Evitar que las dos partes se muevan en la misma dirección por el salto.
8. Tratar de introducir tanto movimiento contrario como sea posible.
9. Evitar los intervalos disonantes entre dos voces cualquiera: las segundas mayores y menores, las séptimas menores, cualquier intervalo aumentado o disminuido así como las cuartas perfectas (en muchos contextos).

En el siguiente ejemplo a dos voces, el cantus firmus es la parte más baja. (Este mismo cantus firmus se utiliza también en los siguientes ejemplos, que están en modo dórico.)

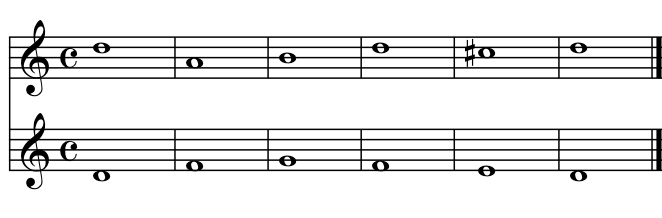
Ejemplo de primera especie contrapunto

### Segunda especie
En la segunda especie de contrapunto, dos notas de cada una de las voces agregadas se contraponen a cada nota más larga de la voz dada. Esta especie se dice que es expandida si una de esas dos notas más cortas difiere de la otra en longitud.
Otras consideraciones adicionales sobre esta segunda especie, que  se añaden a las consideraciones para la primera especie, son las que se citan a continuación:
1. Se permite comenzar en un tiempo débil del compás, dejando un silencio de blanca en la voz que se añade.
2. El tiempo fuerte del compás solo debe contener consonancias (perfectas o imperfectas). El tiempo débil puede contener disonancias, pero solo como notas de paso, es decir, debe ser abordado y resuelto por grados conjuntos en la misma dirección.
3. Evitar el intervalo de unísono salvo al principio o al final del ejemplo, con la excepción de que puede producirse en una parte no acentuada del compás.
4. Tener cuidado con las quintas u octavas perfectas acentuadas sucesivas, que no deben ser utilizadas como parte de un patrón secuencial.

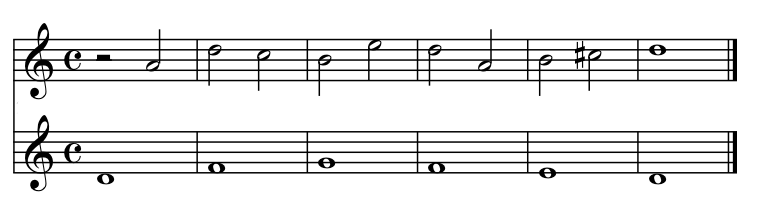
Ejemplo de segunda especie de contrapunto

Lo más interesante, tal como indica Schachter en el libro citado anteriormente en este epígrafe, es el efecto que genera la segunda especie en el curso de una melodía, es decir, no tanto el efecto nota a nota, sino el efecto sobre la línea melódica global. En este sentido, Schachter recoge hasta nueve posibilidades distintas.

### Tercera especie
En la tercera especie de contrapunto, cuatro (o tres, etc.) notas se mueven contra cada nota más larga de la voz dada. Al igual que ocurre con la segunda especie, se llama expandida si las notas más cortas varían en longitud entre sí.

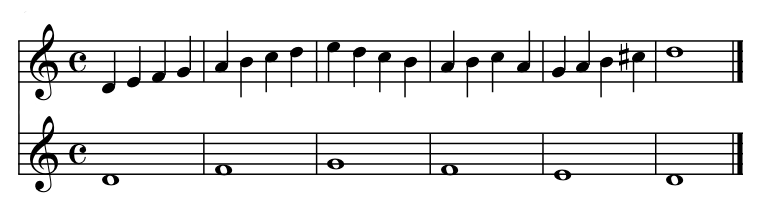
Ejemplo de tercera especie de contrapunto

Siguiendo a Carl Schachter, igualmente que en la especie anterior, conviene recordar en relación con la tercera especie que el interés de su estudio reside no solo en las posibilidades de la línea melódica de evolucionar nota a nota, sino en el efecto que los diferentes giros melódicos suponen a la línea melódica globalmente.

### Cuarta especie
En la cuarta especie de contrapunto, algunas notas se mantienen suspendidas en una voz añadida mientras que otras notas se mueven contra ellas en la voz dada, creando a menudo una disonancia en el tiempo fuerte del compás, seguida de la nota suspendida y luego cambia (y «se pone al día») para crear una posterior consonancia con la nota de la voz dada, ya que sigue sonando.
Como anteriormente, la cuarta especie de contrapunto se dice que es expandida cuando las notas de las voces añadidas varían en longitud entre sí.
La técnica requiere cadenas de notas sostenidas a través de los límites determinados por el pulso, creando así síncopas.

Ejemplo de cuarta especie de contrapunto

### Quinta especie ocontrapunto florido
En la quinta especie de contrapunto, a veces llamado contrapunto florido, las otras cuatro especies de contrapunto se combinan en las voces añadidas. En el ejemplo, los compases primero y segundo están en segunda especie, el tercer compás en tercera especie, los compases cuarto y quinto en tercera y cuarta especie y el último compás está en primera especie.

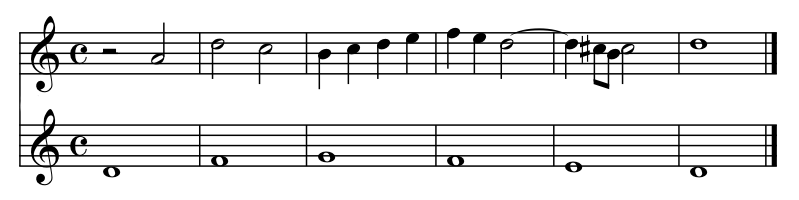
Ejemplo de contrapunto florido

## Derivaciones contrapuntísticas
Desde el Renacimiento en la música europea, gran cantidad de música considerada contrapuntística se ha escrito en contrapunto imitativo. En el contrapunto imitativo, dos o más voces entran en diferentes momentos y (sobre todo al entrar) cada voz repite alguna versión del mismo elemento melódico. La fantasía, el ricercare y más tarde el canon y la fuga —la forma contrapuntística por excelencia— todos muestran contrapunto imitativo, que también aparece con frecuencia en piezas corales como motetes y madrigales. El contrapunto imitativo ha dado lugar a una serie de recursos a los que los compositores han recurrido para dar a sus obras tanto un rigor matemático como un rango expresivo. Entre estos recursos se encuentran los siguientes:
- Inversión melódica: la inversión de un determinado fragmento melódico es ese fragmento al revés. De tal manera que si el fragmento original tiene un intervalo de tercera mayor, el fragmento invertido tendrá una tercera descendente mayor (o tal vez menor), etc. (Nota: En el contrapunto invertible, incluyendo el contrapunto doble y triple, el término inversión se utiliza en un sentido completamente diferente. Al menos un par de voces se cambia, de modo que la que era mayor se hace menor. No se trata de una clase de imitación, sino de un reordenamiento de las voces).
- Retrogradación: donde la voz imitativa interpreta la melodía hacia atrás en relación con la voz principal.
- Inversión retrogradada: donde la voz imitativa interpreta la melodía hacia atrás y boca abajo al mismo tiempo.
- Aumentación: cuando en una de las voces en contrapunto imitativo la duración de las notas se alarga en comparación con el valor que tenían cuando fueron introducidas.
- Disminución: cuando en una de las voces en contrapunto imitativo la duración de las notas se reduce en comparación con el valor que tenían cuando fueron introducidas.

## Formas y estructuras
Entre las formas musicales desarrolladas aplicando la técnica del contrapunto, pueden destacarse:
- La imitación libre, en la que el motivo principal es desarrollado en una voz que es imitada por una o más voces,
- La técnica canónica, en el que una o más voces imitan de forma más estricta el motivo principal. Esta imitación estricta puede ser inversa, aumentada, retrógrada, etc. resultando en la composición de un canon,
- El contrapunto múltiple, que puede ser contrapunto doble, triple, cuádruple, etc. en el que voces y contravoces se relacionan entre sí, normalmente a partir de la primera aparición del motivo principal o tema, y la sucesiva aparición y desarrollo de nuevas voces, ya sean transportadas en intervalos, apareciendo en inversión, etc., dando lugar a composiciones de menor o mayor complejidad, como la  fuga, cuyos ejemplos más sofisticados pueden considerarse la culminación de la técnica contrapuntística.

Carl Schachter, en su libro El contrapunto en la composición: el estudio de la conducción de las voces, incluye el estudio del Coral luterano como una de las aplicaciones del estudio del contrapunto. En efecto, según este autor, las voces del coral despliegan contrapuntísticamente acordes básicos de la tonalidad, generando multitud de acordes resultado del movimientos de las cuatro voces melódicas.